# 230 PO 4201 à 4370
Les Ten wheel de la série 230 PO 4201 à 4370 sont des locomotives à vapeur de la Compagnie du chemin de fer de Paris à Orléans. Elles ont été renumérotées 4-230G 201 à 270 par la SNCF.

## Genèse
Les machines de cette série, de disposition d'essieux 230, furent un peu les « bonnes à tout faire » sur tous les réseaux où elles furent affectées. Leur étude a commencé en 1913 sous la direction de l'ingénieur Conte pour le compte de la Compagnie du chemin de fer de Paris à Orléans. Elles ont été construites entre 1914 et 1922 avec une interruption pour cause de Première Guerre mondiale, sauf pour les 4221 à 4270 livrées en 1916 par la North British Locomotive Company à Glasgow en Écosse.
Pour limiter les coûts, le PO reprend des éléments déjà employés sur d'autres séries de machines. Ainsi, leurs chaudières et leurs cylindres sont identiques à celles des 230 série 230 PO 151 à 184 et 3201 à 3235 (futures 4-230 F 101 à 135 et 151 à 184 de la SNCF) et des locomotives-tender série 5300. D'abord timbrée à 12 bars, elle est ensuite surtimbrée à 13 bars à partir de 1939 lors du passage en grande révision. La cheminée est identique à celle des 5300. L'abri reprend celui des futures 4-130 D et E et des 4-230 F.
Leur aspect général avec leurs petits écrans pare-fumées ajoutés à partir de 1929 à la suite des essais d'André Chapelon est typique du PO et fait penser à leurs aînées, les Pacific de la série 4500 raccourcies, auxquelles il manquerait le bissel arrière.
Elles étaient accouplées à des tenders à trois essieux de 17 m3.

## Utilisation et service
Ces machines robustes et fiables, sont faites pour la remorque des trains de voyageurs, express, omnibus et des trains de marchandises.
Elles pouvaient emmener des trains de 400 à 500 tonnes à la vitesse de 90 à 100 km/h selon la dureté du profil. Elles craignent cependant les fortes rampes (supérieures à 25 pour 1000) car l'adhérence n'est pas leur point fort. Elles accomplirent tout au long de leur carrière qui s'acheva en 1970, un excellent service.
Elles circulèrent sur les lignes de l'Ouest et du Sud-Ouest avec comme dépôts : Tours, Saint-Nazaire, Landerneau, Limoges, Montluçon, Vierzon, Ussel, Brive, Périgueux et Bordeaux.
En 1924 et 1925 21 locomotives série 4200 furent cédées à la Compagnie des chemins de fer du Maroc (avec 38 locomotives-tender série 5300).
Après la cession des lignes ex-PO de Bretagne sud en 1934, 41 machines se retrouvèrent à la Compagnie des chemins de fer de l'État où elles seront immatriculées 230 401 à 230 441. Certaines d'entre elles furent attelées à des tenders à bogies de 18 m3.
En 1938, à la création de la Société nationale des chemins de fer français, la série au complet est immatriculée : 4-230 G 201 à 264 et 312 à 370, et 3-230 K 401 à 441 pour les machines transfuges de l'ex-Compagnie des chemins de fer de l'État. Les machines continuèrent d'assurer leur service jusqu'à une radiation progressive entre les années 50 et 60.
De même 25 de ces locomotives furent mutées sur la région Nord à partir de 1955 pour pallier le retrait des 2-230 A 1 à 277 et furent affectées aux dépôts de Compiègne, Douai, Cambrai, Tergnier et Mitry. Les dernières seront réformées en 1966 au dépôt de Compiègne.
Afin de limiter les risques d'incendie lors du passage dans les pinèdes rencontrées sur les lignes des Landes (étoile de Mont-de-Marsan), quatorze locomotives 230 G furent transformées pour la chauffe au fuel par le dépôt de Tours en 1947 et 1948. Il s'agissait des 230 G 212, 216, 218, 219, 220, 236, 245, 262, 318, 326, 334, 337, 365, et 367.
Au 30 juin 1967, on pouvait dénombrer :
- au dépôt de Vierzon les : 230 G 335, 342, 347 et 352
- au dépôt de Montluçon les : 230 G 275, 351, 353 et 364

La 230 G 353 termina tardivement sa carrière en tête d'un train désherbeur de la SNCF. Pour cette utilisation particulière, une cabine abritant le poste de commande d'arrosage du désherbant, était aménagée à la place de l'écran pare-fumée droit.

## Machines préservées
Deux locomotives de cette série sont préservées :
- la 230 G 353 et son tender 17 D 116  Classé MH (1987)[4]
- la 230 G 352 et son tender 17 D (achetée par un membre de la FACS et repeinte en version PO 4352 en juin 1971)[5]

Ces machines furent arrêtées à Montluçon vers 1969.
La 230 G 353 (ex 4353 du P.O.), était la seule machine préservée en état de marche directement par la SNCF. Elle fut longtemps sa machine à vapeur emblématique et fut un excellent outil promotionnel.
Sa nouvelle carrière de « vedette ferroviaire » démarra le 12 avril 1970 en tête d'un train spécial de Paris à Beauvais et retour par Creil, organisé par la FACS, et à la suite de la demande de cette même association de faire revenir la locomotive de Montluçon en région parisienne, afin de succéder à la Crampton no 80 qui sera définitivement exposée au nouveau musée des chemins de fer de Mulhouse à partir de 1971. Son dépôt fut celui de Noisy-le-Sec, puis Paris La Villette jusqu'à son retrait du service.
Surnommée « La Zézette », elle servit à de très nombreuses reprises pour des tournages de films et téléfilms :
- Le Train ;
- Le Crime de l'Orient-Express ;
- Le Gang (film)
- Monsieur Klein ;
- Julia ;
- Vipère au poing et bien d'autres…

Elle apparaît également dans de nombreuses expositions à thème ferroviaire (voir photos en gare d'Évreux).
Après la fin de la traction vapeur et jusqu'en 1981, elle fut l'une des locomotives à vapeur à être autorisées à circuler sur le réseau de la SNCF, et tracta de très nombreux trains spéciaux organisés par des associations de chemin de fer.

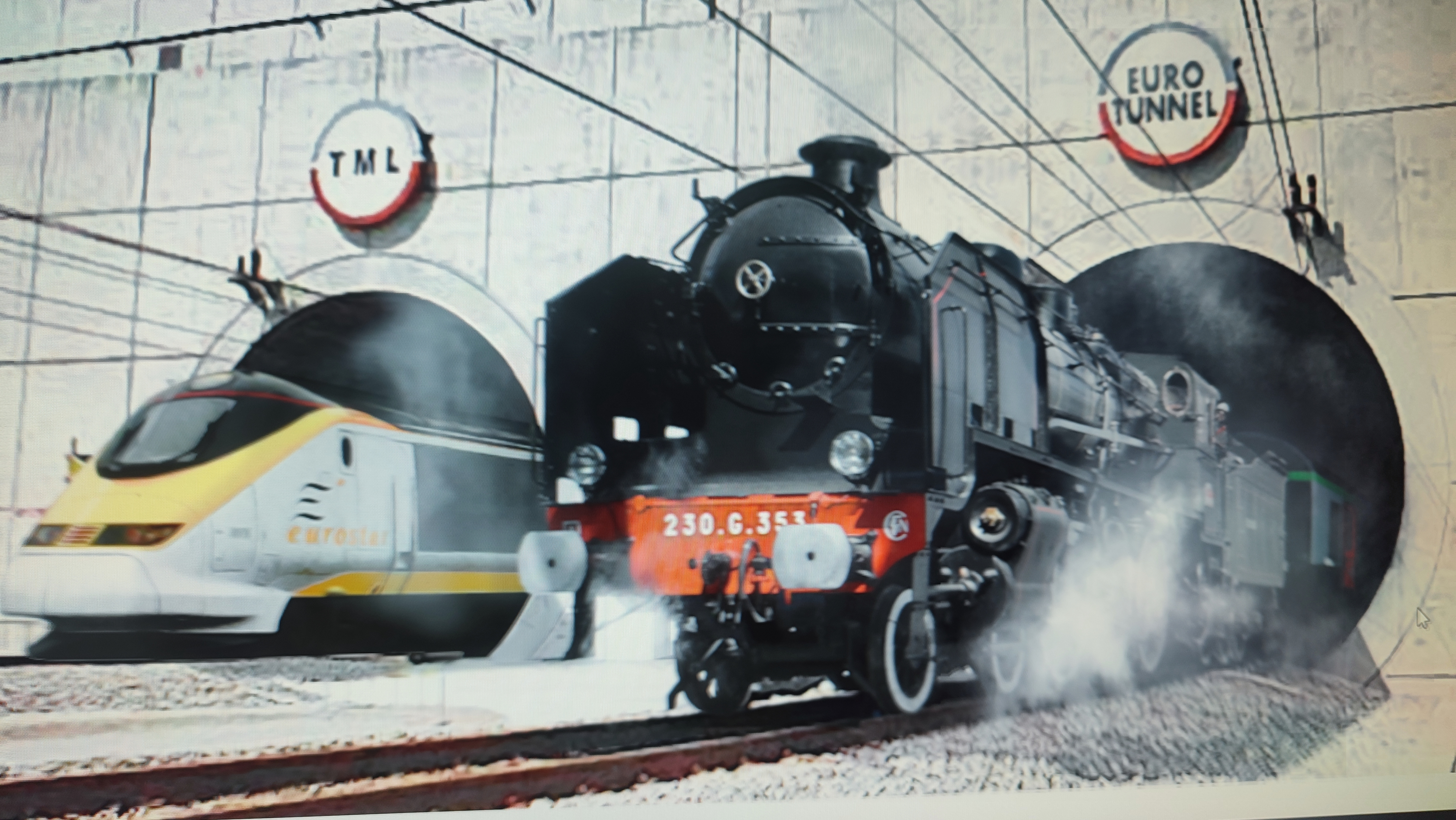
Reconstitution photographique : Locomotive 230G353, conduite par un ouvrier TML, à la sortie côté France du tunnel sous la manche, au début de 1994.

En 1994 la locomotive a été réemployée exceptionnellement à la suite de sa restauration, pour participer aux essais de validation des systèmes de détection d'incendies du tunnel sous la Manche avant sa mise en service,.
Elle connut une nouvelle carrière prometteuse en assurant en Bretagne, le train touristique « La Vapeur du Trieux » entre Paimpol et Pontrieux, durant toute la saison estivale. Cette exploitation commença en 1998.
Malheureusement, la machine était fatiguée et elle dut être arrêtée en 2000 après une grave avarie (collecteur de surchauffe fendu) ; elle fut remplacée par la Pacific 231 K 8 qui démarra son service le 6 juillet 2001 et assura ce service jusqu'à 2005; en 2006 ce fut la Pacific 231 G 558 du Pacific Vapeur Club qui reprit le service le long du Trieux jusqu'en 2007.
La 230 G 353 fit un long séjour aux ateliers CFTA de Gray entre 2000 et fin 2004, puis fut finalement transférée partiellement démontée aux ateliers SNCF d'Épernay où elle se trouvait encore en 2012, la chaudière démunie de son enveloppe extérieure et de toute la robinetterie reposant sur le châssis de la locomotive.
Depuis le mois d'août 2013, la 230 G 353 est confiée à l'APPMF (Association pour la Préservation du Patrimoine et des Métiers Ferroviaires), pour dans un premier temps une remise en état cosmétique afin de figurer à une exposition à Paris en 2014. Après huit mois de travaux de réhabilitation au technicentre Champagne-Ardenne, la locomotive 230 G 353, a été exposée sur le parvis de l’Institut du monde arabe à Paris du 4 avril au 31 août 2014, dans le cadre de l’exposition « Il était une fois l’Orient-Express. À la suite de cette exposition la locomotive a rejoint les nouveaux ateliers de l'APPMF de Gièvres, où l'association procède aux travaux de remise en état de marche de la machine.
La 230 G 352, propriété de la FACS, est actuellement prêtée à l'association du Chemin de fer touristique du Vermandois après avoir été prêtée un temps au TVT Trains à vapeur de Touraine. Elle est arrivée au dépôt du CFTV à Saint-Quentin le 18 février 2008.

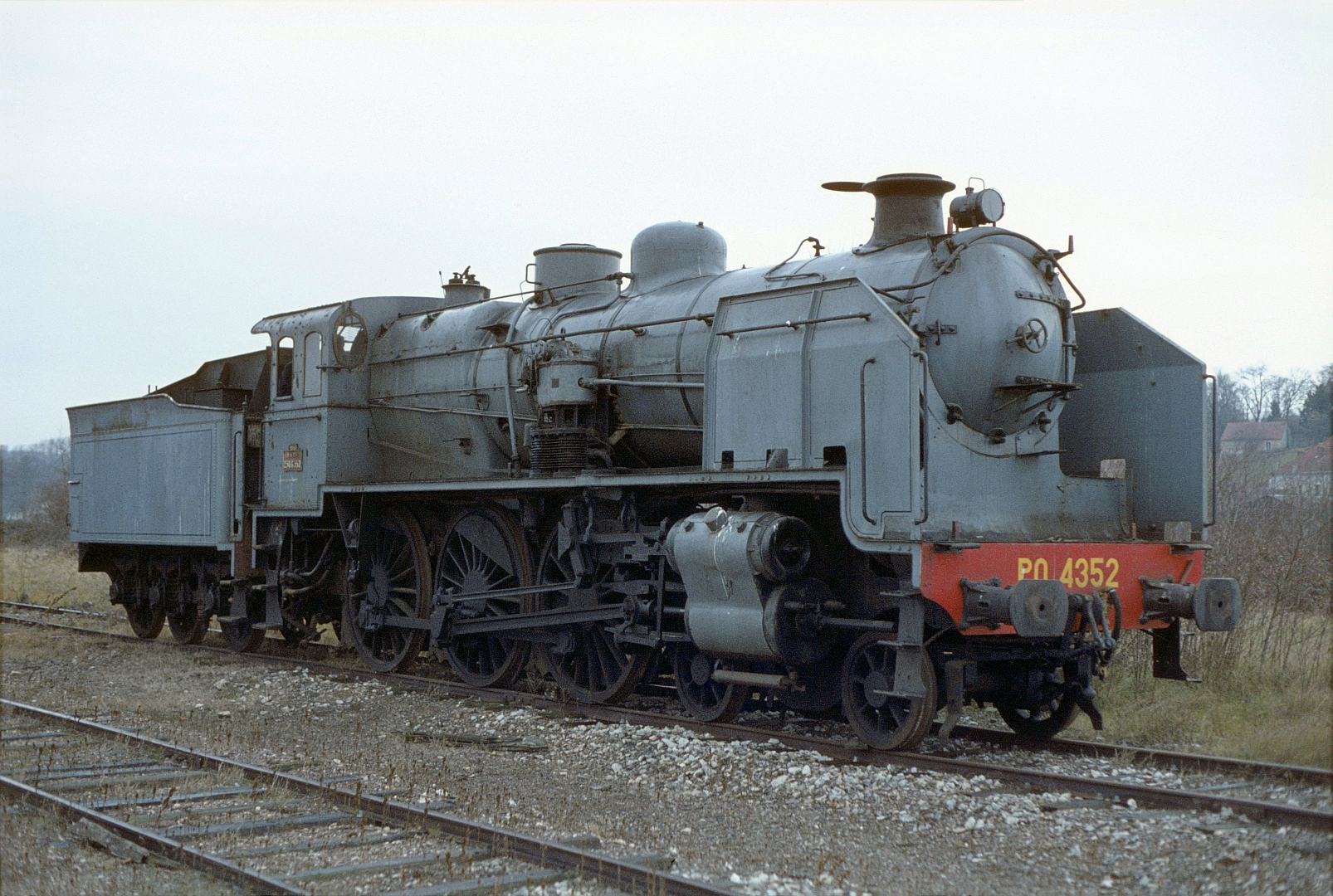
La 230 G 352 repeinte en livrée PO à Gray en 1981.
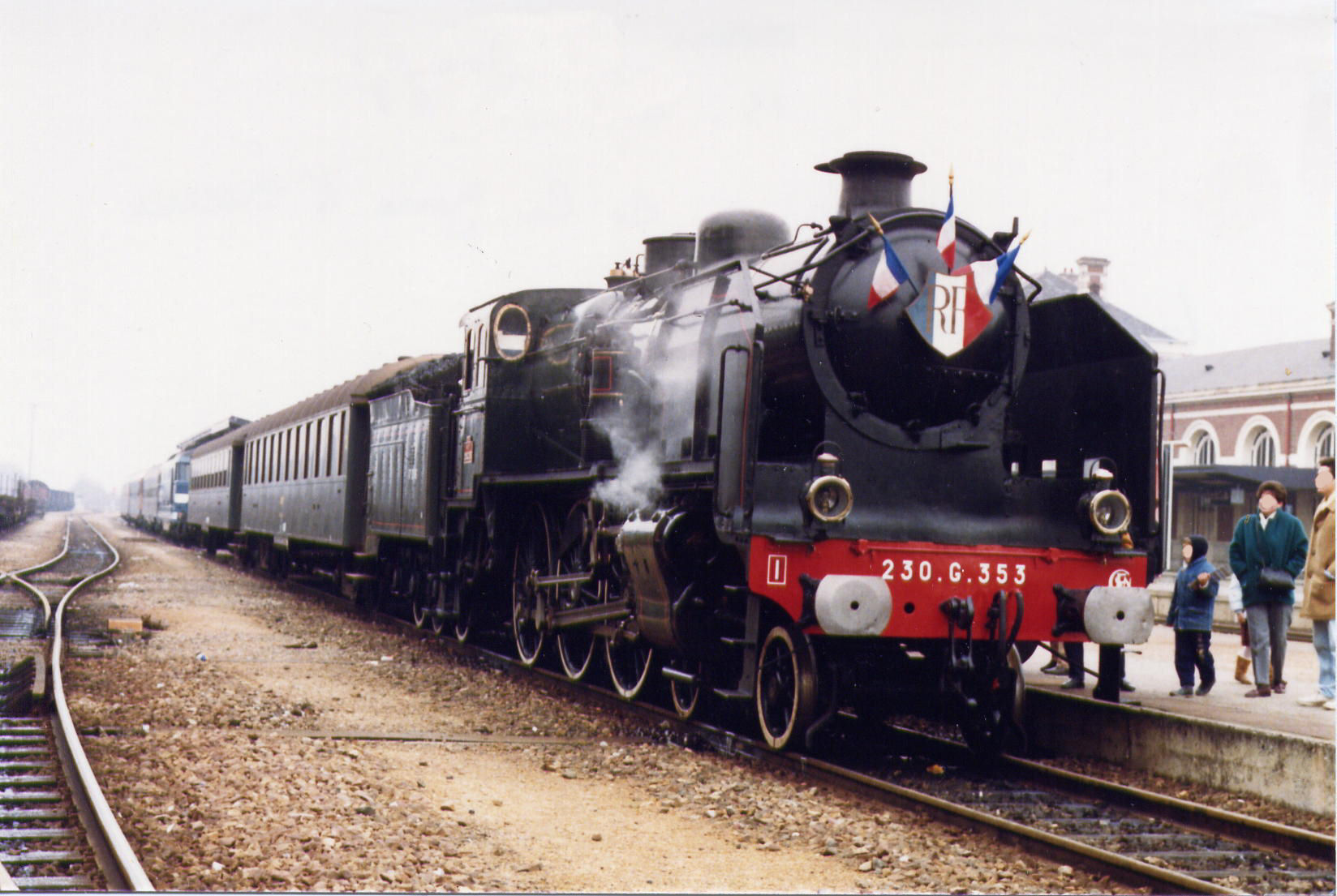
La 230 G 353 en gare d'Évreux le 13 décembre 1987.
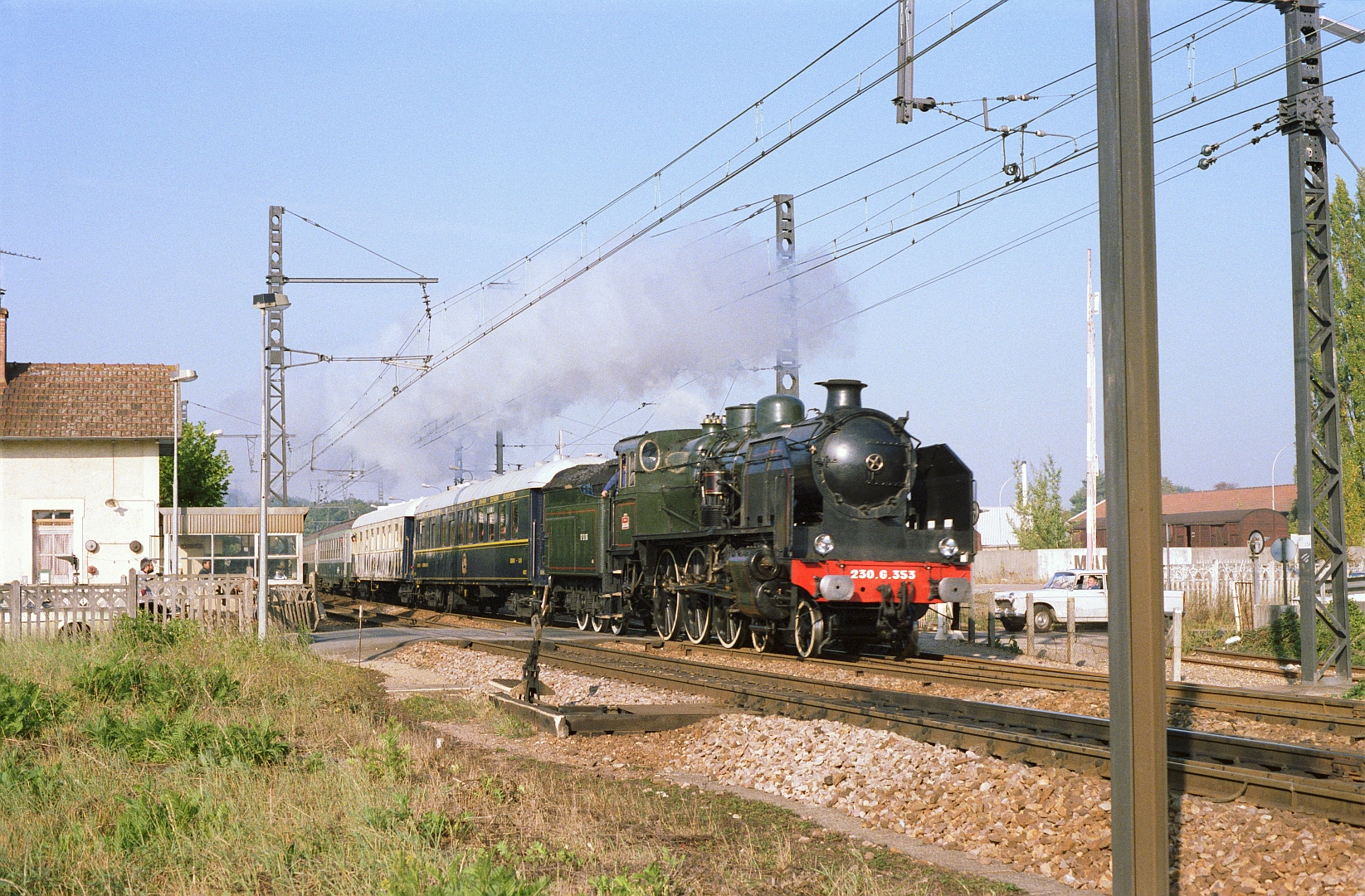
La 230 G 353 passe la gare de Ponthierry - Pringy en octobre 1985.
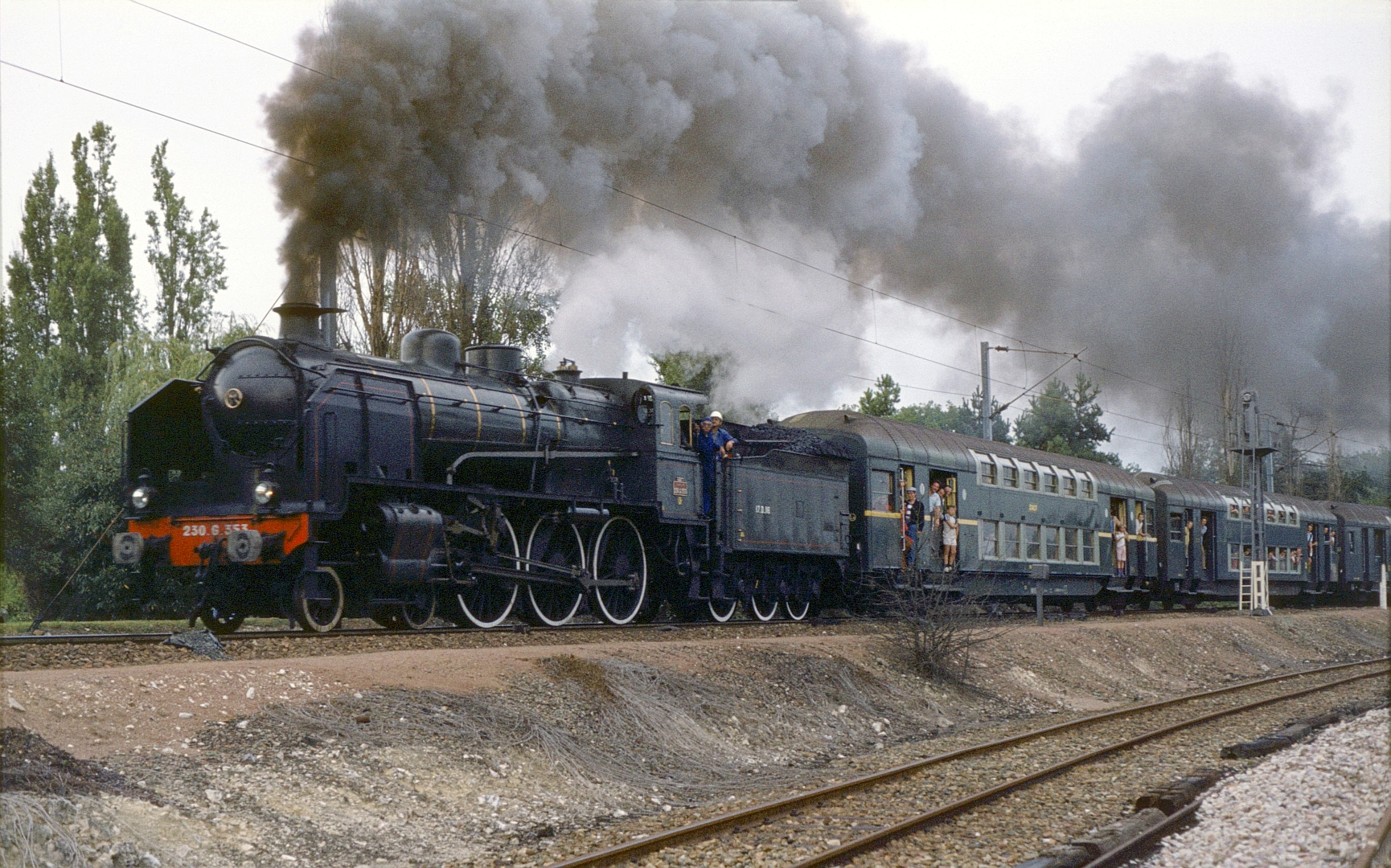
Un train spécial tracté par la 230 G 353 quitte la gare d'Achères le 19 septembre 1982.
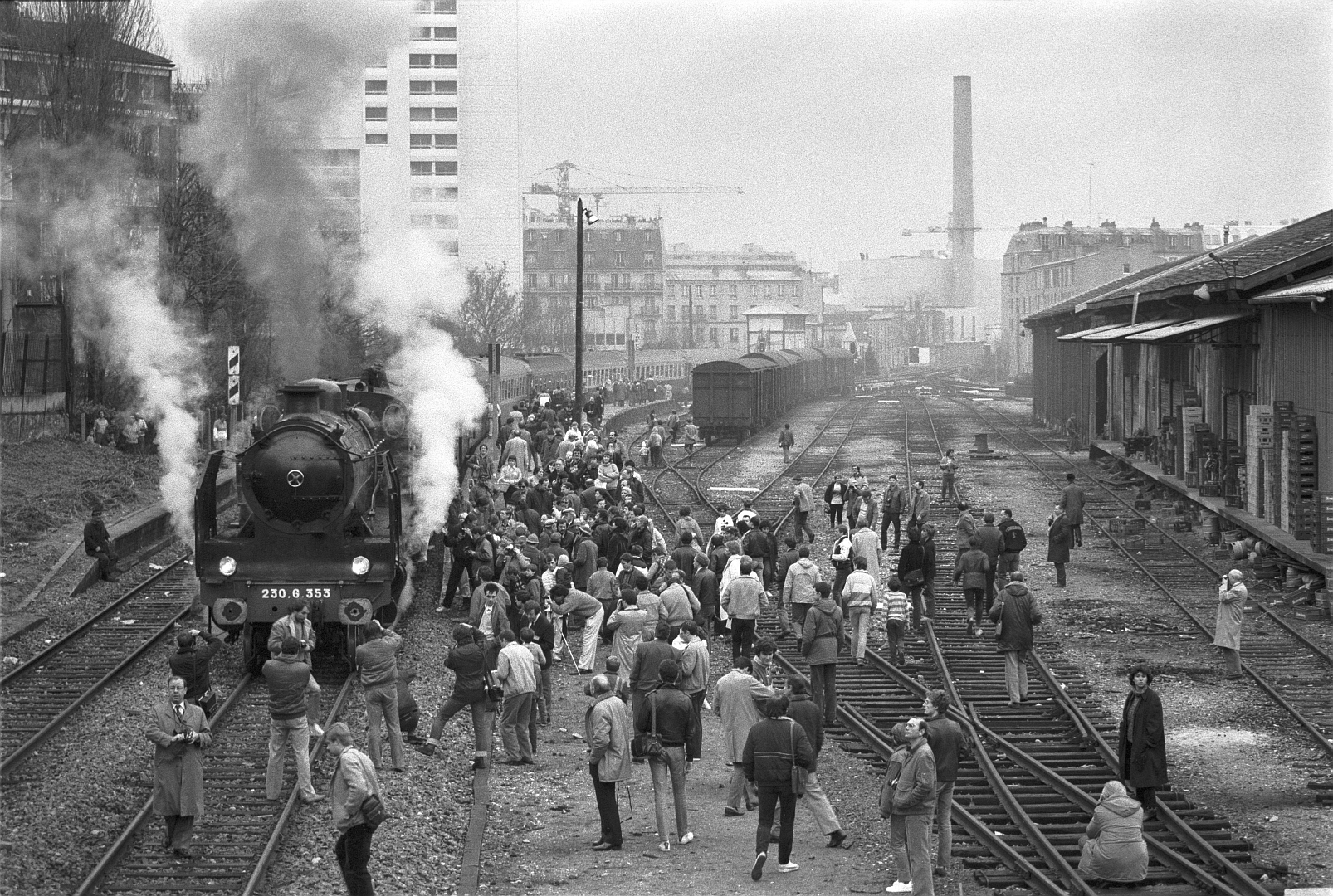
Un classique des années 1970-1980 pour la 230 G 353, sur la Petite Ceinture de Paris.

## Maquettes
Cette locomotive fut reproduite à l'échelle HO (1/87) par Loco-Set-Loisir et avant cela par la société britannique Keyser et commercialisée en France en 1982, par MKD, auparavant elle avait été également produite par Metropolitan.

## Caractéristiques
- Surface de grille: 2,73 à 2,77 m2
- Surface de chauffe: 132,9 à 163,65 m2
- Surface de surchauffe: 37,09 m2
- Nombre d'éléments: ?
- Nombre de cylindres: 2 (simple expansion)
- Diamètre cylindre: 500 mm
- Course cylindre: 650 mm
- Pression de la chaudière : entre 12 et 13 bar
- Diamètre des roues motrices : 1 750 mm
- Diamètre des roues du bissel : 820 mm
- Masse à vide: ? tonnes
- Masse en ordre de marche : 67,8 tonnes
- Masse adhérente : 48,6 tonnes
- Longueur hors tout de la locomotive seule: 11,448 m
- Puissance: 1 030 kW
- Effort de traction maximum: 110 kN pour 12 bar de timbres, 121 kN pour 13 bar de timbre
- Vitesse maxi en service : 100 km/h

Tender:
- Tare du tender: 18,95 tonnes
- Capacité en eau: 17 m3
- Capacité en charbon: 4 tonnes
- Masse du tender en ordre de marche : 39,95 t
- Masse totale locomotive + tender : 107,75 t
- Longueur du tender: 5,285 m
- Longueur totale locomotive + tender: 16,733 m